# Alaster McDonnell
Alaster McDonnell (ur. 20 stycznia 1867 w Dublinie, zm. 15 października 1950 w Richmond) – irlandzki rugbysta, reprezentant kraju.
W latach 1889–1891 rozegrał w Home Nations Championship cztery spotkania dla irlandzkiej reprezentacji zdobywając jedno przyłożenie.